# ميكي هارت (مدرب كرة قدم)
ميكي هارت (بالإنجليزية: Mickey Harte)‏ هو مدرب كرة قدم بريطاني، ولد في 1952 في مقاطعة تيرون في المملكة المتحدة.